# Museo de Historia de la Automoción de Salamanca
El Museo de Historia de la Automoción de Salamanca es el primer museo público de España dedicado al motor. Inaugurado a finales de septiembre de 2002 por los reyes de España Juan Carlos I y Sofía, cuenta en sus fondos con más de 200 automóviles históricos, algunos únicos, así como miles de accesorios relacionados con el automóvil. El museo se ubica frente a la Casa Lis, en un edificio que fue la primera planta de producción de electricidad que tuvo Salamanca. 

## Características

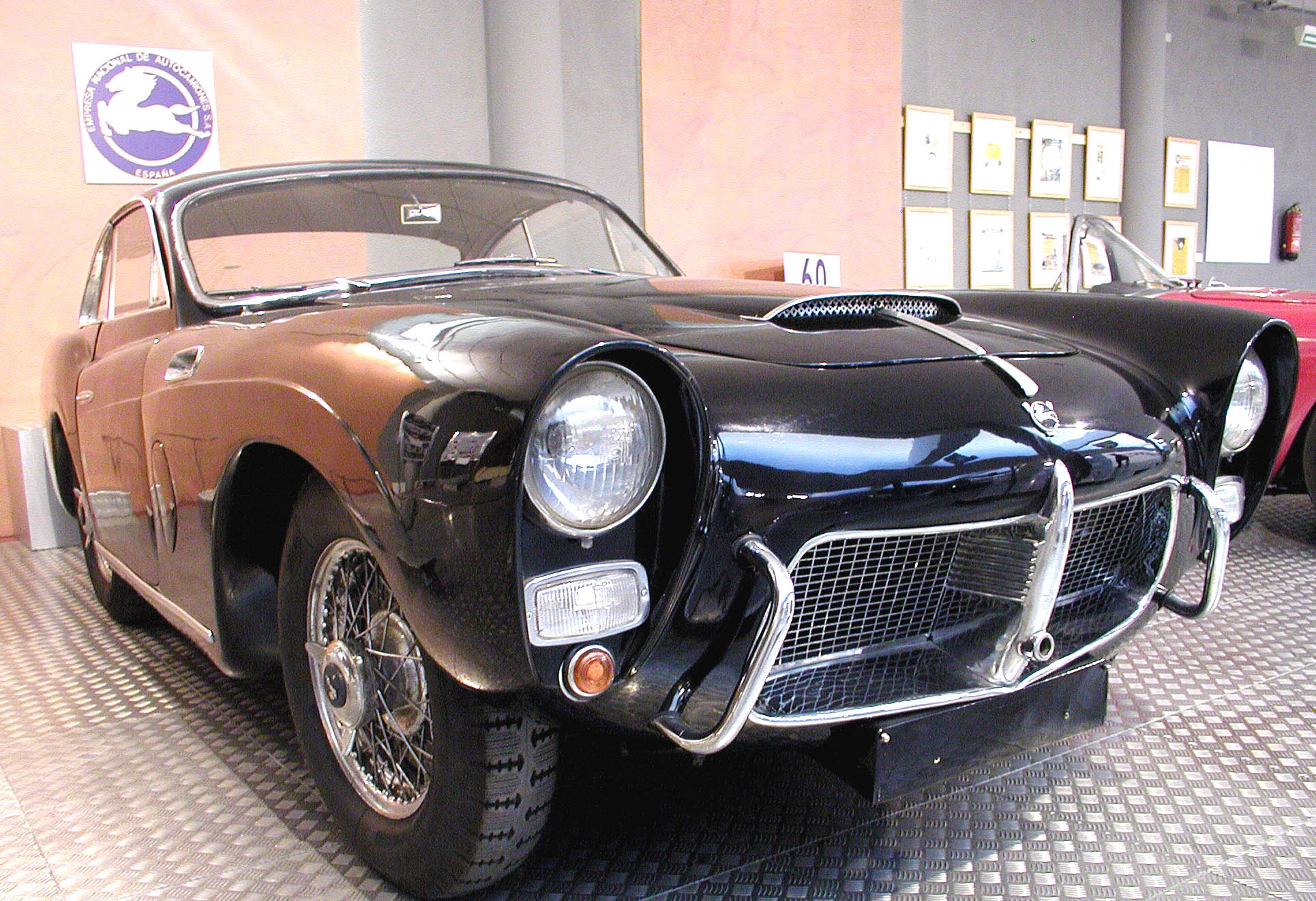
Pegaso Z-102 «Saoutchik» expuesto en el museo.

Dentro de las 90 piezas expuestas, que van rotando entre las cerca de 240 que posee la colección, se puede disfrutar de algunas joyas de la historia del automóvil, como el triciclo Benz Patent-Motorwagen patentado en 1885 por el ingeniero alemán Karl Benz que está considerado como el primer vehículo propulsado por un motor de explosión de la historia, un Rolls-Royce Silver Ghost de 1922, un Cadillac Fleetwood 75 que perteneció al dictador Francisco Franco, o la joya de la colección un Hispano-Suiza de 1930 en su estado original ya que nunca ha necesitado ser sometido a una restauración. Además, son habituales las exposiciones temporales con contenidos procedentes de otras colecciones.
En el museo se expone la colección de Demetrio Gómez Planche, antiguo arquitecto técnico, quien con la ayuda de su familia, ha reunido durante más de 40 años todo tipo de automóviles, motocicletas, documentos y accesorios relacionados con el mundo del automóvil. A la colección de Gómez Planche se unieron las aportaciones de la Dirección General de Tráfico, Centro Histórico Iveco-Pegaso y otras aportaciones tanto públicas como privadas como es el caso de una de las últimas piezas, un BMW 325i de 1982 cedido por Keti Gutiérrez Enríquez.
El Museo de Historia de la Automoción de Salamanca también está equipado con una biblioteca, una hemeroteca, una videoteca y un archivo.